# Чемпионат Польши по футболу
«Экстракласа» (пол. Ekstraklasa, польское произношение: [ˌɛkstraˈklasa]) — официальное название высшего дивизиона чемпионата Польши по футболу. В настоящее время в соревновании участвует 18 клубов, по результатам которого три худшие команды выбывают в Первую лигу. Розыгрыш начинается в июле, заканчиваются в мае или июне следующего года. Всего команды играют по 34 матча. Обычно игры каждого тура проходят с пятницы по понедельник. Победитель соревнования в числе прочего получает право выступить в матче за Суперкубок Польши.
«Экстракласа» (бывшая I-я лига) была официально сформирована под названием Liga Polska в декабре 1926 года в Варшаве, с 1 марта 1927 года она стала известна как Liga Piłki Nożnej, хотя Польский футбольный союз основан 20 декабря 1919 года (через год после обретения независимости страны в 1918 году, когда была провозглашена Польская Республика). Первые игры вновь организованной лиги состоялись 3 апреля 1927 года.
Всего с момента основания лиги в 1927 году в высшем дивизионе польского футбола играли 83 команды, из которых 17 клубов выигрывали титул.
Действующий чемпион — «Лех» из города Познань, завоевавший свой девятый титул в последнем туре сезона 2024/25.

## Формат
С сезона 2013/14 по сезон 2019/20 проводился двухкруговой турнир между 16 командами, после чего — третий круг отдельно между первыми и последними 8-ю командами. Высшие команды боролись за места в еврокубковых турнирах, и низшие — за право остаться в Экстракласе на следующий сезон. Причём очки, набранные в первых двух кругах, делились пополам с округлением в большую сторону.
Начиная с розыгрыша 2020/21, формат снова был изменён на двухкруговой, по результатам игр чемпион страны получает возможность играть с 1-го квалификационного раунда Лиги Чемпионов, в то время как две следующие команды и обладатель Кубка проходят на разные стадии квалификации Лиги конференций.

### Таблица коэффициентов УЕФА
По состоянию на 14 июля 2023 года
| Место | Место | Место | Федерация       | Коэффициент | Коэффициент | Коэффициент | Коэффициент | Коэффициент | Коэффициент | Команд в еврокубках |
| 2024  | 2023  | Изм.  | Федерация       | 2019/20     | 2020/21     | 2021/22     | 2022/23     | 2023/24     | Всего       | Команд в еврокубках |
| ----- | ----- | ----- | --------------- | ----------- | ----------- | ----------- | ----------- | ----------- | ----------- | ------------------- |
| 20    | 23    | +3    | Швеция (Ч, К)   | 5.750       | 2.500       | 5.125       | 6.250       | 0.250       | 19.875      | 4                   |
| 21    | 19    | –2    | Хорватия (Ч, К) | 4.375       | 5.900       | 6.000       | 3.375       | 0.000       | 19.650      | 4                   |
| 22    | 24    | +2    | Польша (Ч, К)   | 2.125       | 4.000       | 4.625       | 7.750       | 0.250       | 18.750      | 4                   |
| 23    | 18    | –5    | Россия (Ч, К)   | 4.666       | 4.333       | 5.300       | 4.333       | 0.000       | 18.632      | 0                   |
| 24    | 26    | +2    | Румыния (Ч, К)  | 5.875       | 3.750       | 2.250       | 6.250       | 0.250       | 18.375      | 4                   |

1. ↑  С 28 февраля 2022 года российские клубы и сборные решением специальной комиссии были отстранены от соревнований под эгидой ФИФА и УЕФА в связи с украинскими событиями на неопределённый срок до особого распоряжения[2].

## Достижения клубов
| Клуб                       | Чемпион                                                                                       | Вице-чемпион                                                                            | Бронзовый призёр                                                                        |
| -------------------------- | --------------------------------------------------------------------------------------------- | --------------------------------------------------------------------------------------- | --------------------------------------------------------------------------------------- |
| «Легия» (Варшава)          | 15 (1955, 1956, 1969, 1970, 1994, 1995, 2002, 2006, 2013, 2014, 2016, 2017, 2018, 2020, 2021) | 14 (1960, 1968, 1971, 1985, 1986, 1993, 1996, 1997, 2004, 2008, 2009, 2015, 2019, 2023) | 14 (1928, 1930, 1931, 1951, 1961, 1972, 1980, 1988, 1999, 2001, 2005, 2007, 2011, 2012) |
| «Рух» (Хожув)              | 14 (1933, 1934, 1935, 1936, 1938, 1951, 1952, 1953, 1960, 1968, 1974, 1975, 1979, 1989)       | 6 (1950, 1956, 1963, 1970, 1973, 2012)                                                  | 9 (1937, 1948, 1954, 1955, 1967, 1983, 2000, 2010, 2014)                                |
| «Гурник» (Забже)           | 14 (1957, 1959, 1961, 1963, 1964, 1965, 1966, 1967, 1971, 1972, 1985, 1986, 1987, 1988)       | 4 (1962, 1969, 1974, 1991)                                                              | 7 (1958, 1960, 1968, 1970, 1977, 1989, 1994)                                            |
| «Висла» (Краков)           | 13 (1927, 1928, 1949, 1950, 1978, 1999, 2001, 2003, 2004, 2005, 2008, 2009, 2011)             | 14 (1913, 1923, 1930, 1931, 1936, 1939, 1947, 1948, 1966, 1981, 2000, 2002, 2006, 2010) | 10 (1925, 1929, 1933, 1934, 1938, 1952, 1953, 1976, 1991, 1998)                         |
| «Лех» (Познань)            | 9 (1983, 1984, 1990, 1992, 1993, 2010, 2015, 2022, 2025)                                      | 3 (2013, 2014, 2020)                                                                    | 6 (1949, 1950, 1978, 2009, 2017, 2018)                                                  |
| «Краковия» (Краков)        | 7 (1913, 1914, 1921, 1930, 1932, 1937, 1948)                                                  | 2 (1934, 1949)                                                                          | 2 (1922, 1952)                                                                          |
| «Видзев» (Лодзь)           | 4 (1981, 1982, 1996, 1997)                                                                    | 7 (1977, 1979, 1980, 1983, 1984, 1995, 1999)                                            | 3 (1985, 1986, 1992)                                                                    |
| «Погонь» (Львов)           | 4 (1922, 1923, 1925, 1926)                                                                    | 3 (1932, 1933, 1935)                                                                    | 3 (1913, 1914, 1939)                                                                    |
| «Варта»                    | 2 (1929, 1947)                                                                                | 5 (1922, 1925, 1928, 1938, 1946)                                                        | 7 (1921, 1923, 1926, 1927, 1932, 1935, 1936)                                            |
| «Полония» (Бытом)          | 2 (1954, 1962)                                                                                | 4 (1952, 1958, 1959, 1961)                                                              | 2 (1966, 1969)                                                                          |
| «Шлёнск»                   | 2 (1977, 2012)                                                                                | 3 (1978, 1982, 2011)                                                                    | 2 (1975, 2013)                                                                          |
| «Полония» (Варшава)        | 2 (1946, 2000)                                                                                | 3 (1921, 1926, 1998)                                                                    | 1 (1923)                                                                                |
| «Лодзь»                    | 2 (1958, 1998)                                                                                | 1 (1954)                                                                                | 3 (1922, 1957, 1993)                                                                    |
| «Сталь» (Мелец)            | 2 (1973, 1976)                                                                                | 1 (1975)                                                                                | 3 (1974, 1979, 1982)                                                                    |
| «Заглембе» (Любин)         | 2 (1991, 2007)                                                                                | 1 (1990)                                                                                | 2 (2006, 2016)                                                                          |
| «Ракув»                    | 1 (2023)                                                                                      | 3 (2021, 2022, 2025)                                                                    | —                                                                                       |
| «Ягеллония»                | 1 (2024)                                                                                      | 2 (2017, 2018)                                                                          | 2 (2015, 2025)                                                                          |
| «Шомберки»                 | 1 (1980)                                                                                      | 1 (1965)                                                                                | 1 (1981)                                                                                |
| «Гарбарня» (Краков)        | 1 (1931)                                                                                      | 1 (1929)                                                                                | —                                                                                       |
| «Пяст»                     | 1 (2019)                                                                                      | 1 (2016)                                                                                | 1 (2020)                                                                                |
| «Катовице»                 | —                                                                                             | 4 (1988, 1989, 1992, 1994)                                                              | 4 (1987, 1990, 1995, 2003)                                                              |
| «Заглембе» (Сосновец)      | —                                                                                             | 4 (1955, 1964, 1967, 1972)                                                              | 3 (1962, 1963, 1965)                                                                    |
| «Погонь» (Щецин)           | —                                                                                             | 2 (1987, 2001)                                                                          | 2 (1984, 2021)                                                                          |
| «Дискоболия»               | —                                                                                             | 2 (2003, 2005)                                                                          | 1 (2008)                                                                                |
| «Хожув»                    | —                                                                                             | 1 (1937)                                                                                | 2 (1946, 1947)                                                                          |
| «Гвардия»                  | —                                                                                             | 1 (1957)                                                                                | 2 (1959, 1973)                                                                          |
| «Чарни»                    | —                                                                                             | 1 (1914)                                                                                | —                                                                                       |
| «Катовиц»                  | —                                                                                             | 1 (1927)                                                                                | —                                                                                       |
| «Гурник (Радлин)»          | —                                                                                             | 1 (1951)                                                                                | —                                                                                       |
| «Вавель»                   | —                                                                                             | 1 (1953)                                                                                | —                                                                                       |
| «Тыхы»                     | —                                                                                             | 1 (1976)                                                                                | —                                                                                       |
| «Белхатув»                 | —                                                                                             | 1 (2007)                                                                                | —                                                                                       |
| «Лехия» (Гданьск)          | —                                                                                             | —                                                                                       | 2 (1956, 2019)                                                                          |
| «Амика»                    | —                                                                                             | —                                                                                       | 2 (2002, 2004)                                                                          |
| «Одра» (Ополе)             | —                                                                                             | —                                                                                       | 1 (1964)                                                                                |
| «Заглембе» (Валбжих)       | —                                                                                             | —                                                                                       | 1 (1971)                                                                                |
| «Хутник»                   | —                                                                                             | —                                                                                       | 1 (1996)                                                                                |
| «Одра» (Водзислав-Слёнски) | —                                                                                             | —                                                                                       | 1 (1997)                                                                                |

## Победители

### До Второй мировой войны
- 1913: Краковия
- 1914: Чемпионат не завершён
- 1920: Чемпионат не завершён
- 1921: Краковия
- 1922: Погонь (Львов)
- 1923: Погонь (Львов)
- 1924: Не проводился
- 1925: Погонь (Львов)
- 1926: Погонь (Львов)
- 1927: Висла К
- 1928: Висла К
- 1929: Варта
- 1930: Краковия
- 1931: Гарбарня
- 1932: Краковия
- 1933: Рух Х
- 1934: Рух Х
- 1935: Рух Х
- 1936: Рух Х
- 1937: Краковия
- 1938: Рух Х
- 1939: Чемпионат не завершён
- 1940-1945: Не проводился

### После Второй мировой войны
- 1946: Полония В
- 1947: Варта
- 1948: Краковия
- 1949: Висла К
- 1950: Висла К
- 1951: Рух Х[3]
- 1952: Рух Х
- 1953: Рух Х
- 1954: Полония Б
- 1955: Легия
- 1956: Легия
- 1957: Гурник З
- 1958: Лодзь
- 1959: Гурник З
- 1960: Рух Х
- 1961: Гурник З
- 1962: Полония Б
- 1963: Гурник З
- 1964: Гурник З
- 1965: Гурник З
- 1966: Гурник З
- 1967: Гурник З
- 1968: Рух Х
- 1969: Легия
- 1970: Легия
- 1971: Гурник З
- 1972: Гурник З
- 1973: Сталь М
- 1974: Рух Х
- 1975: Рух Х
- 1976: Сталь М
- 1977: Шлёнск
- 1978: Висла К
- 1979: Рух Х
- 1980: Шомберки
- 1981: Видзев
- 1982: Видзев
- 1983: Лех
- 1984: Лех
- 1985: Гурник З
- 1986: Гурник З
- 1987: Гурник З
- 1988: Гурник З
- 1989: Рух Х
- 1990: Лех
- 1991: Заглембе Л
- 1992: Лех
- 1993: Лех
- 1994: Легия
- 1995: Легия
- 1996: Видзев
- 1997: Видзев
- 1998: Лодзь
- 1999: Висла К
- 2000: Полония В
- 2001: Висла К
- 2002: Легия
- 2003: Висла К
- 2004: Висла К
- 2005: Висла К
- 2006: Легия
- 2007: Заглембе Л
- 2008: Висла К
- 2009: Висла К
- 2010: Лех
- 2011: Висла К
- 2012: Шлёнск
- 2013: Легия
- 2014: Легия
- 2015: Лех
- 2016: Легия
- 2017: Легия
- 2018: Легия
- 2019: Пяст
- 2020: Легия
- 2021: Легия
- 2022: Лех
- 2023: Ракув
- 2024: Ягеллония
- 2025: Лех

## 10 лучших бомбардиров лиги
| #  | Игрок                | Клуб(ы)          | Года      | Голы |
| -- | -------------------- | ---------------- | --------- | ---- |
| 1  | Эрнст Поль           | Легия, Гурник    | 1954-67   | 186  |
| 2  | Лучан Брыжа          | Легия            | 1954-71   | 182  |
| 3  | Томаш Франковский    | Висла, Ягеллония | 1992-2013 | 169  |
| 4  | Герард Цесьлик       | Рух              | 1948-59   | 167  |
| 5  | Влодзимеж Любаньский | Гурник           | 1963-75   | 155  |
| 6  | Теодор Петерек       | Рух              | 1928-48   | 154  |
| 7  | Казимеж Кмецик       | Висла            | 1968-82   | 153  |
| 8  | Павел Брожек         | Висла            | 2001-16   | 149  |
| 9  | Ян Либерда           | Полония (Бытом)  | 1955-71   | 145  |
| 10 | Теодор Аниола        | Лех              | 1948-57   | 141  |

### Комментарии
1. ↑  Ныне украинский город Львов в 1919—1939 гг. входил в состав Польши.